# Percy Quensel
Percy Dudgeon Quensel, född 8 september 1881 i Marstrand, död 3 mars 1966 i Oscars församling i Stockholm, var en svensk geolog och mineralog.
Quensel studerade vid Uppsala universitet under den inspirerande och produktive läraren, Arvid Högbom. Efter avlagd grundexamen i geologi reste Quensel ut i Europa för fortsatta studier. Inledningsvis (1905-06) hos Carl Doelter i Graz, därefter (1906-07) Harry Rosenbusch, en av den tidens då ledande petrografer, och Victor Mordechai Goldschmidt, Europas då ledande kristallograf, båda verksamma i Heidelberg. Under sin vistelse i Heidelberg blev Quensel erbjuden att delta i vännen Carl Skottsbergs planerade expedition till södra Sydamerika (den s.k. Magellan-expeditionen). Under två år (1907-09) kartlade och undersökte Quensel stora delar av södra Sydamerikas berggrund, inklusive Juan Fernándezöarna och Sydgeorgien. Beskrivningen till denna undersökning som främst berör södra Andernas centrala och östra tertiära magmatiska bergarter resulterade i kom att utgöra Quensels doktorsavhandling som han försvarade 1911 filosofie doktor i Uppsala. Efter återkomsten från expeditionen fick Quensel uppdraget att förbereda två längre exkursioner till norra Sverige för den internationella geologkongresserna i Stockholm 1910. Han kom dessutom att knyta många fruktbärande kontakter med flera internationellt framstående kollegor under denna kongress. På hösten 1914 utnämndes Quensel till professor i mineralogi och petrografi vid Stockholms högskola - en tjänst han kom att inneha fram till sin pensionering 1948. Efter sin pensionering fortsatte han att arbeta praktiskt taget till sin död.
Han företog 1920 en resa i praktiskt syfte till Mexikos oljefält och ägnade sig senare åt kvartärgeologiska och mineralogiska studier i Sydamerika. Inom Sverige ägnade han sitt mesta arbete åt utforskandet av fjällkedjans byggnad och dess bergarters petrografi, särskilt inom Västerbotten, och svenska mineralfyndigheter. Han blev ledamot av Vetenskapsakademien 1939.
Ett fjällmassiv i den argentinska provinsen Santa Cruz, Cerro Kensel, är uppkallat efter Percy liksom en växt i Patagonien, Senecio Quenselii. Också ett tidigare okänt mineral som han upptäckte i Långban i Värmland, Quenselit, bär hans namn.
Percy Quensel var son till teologiprofessorn Oscar Quensel. Han gifte sig 1911 med Annie Weiss (1886-1933), som senare skulle doktorera i zoologi vid universitetet i Graz. De var föräldrar till psykoanalytikern Margit Norell. 
Quensel ligger begravd på Örgryte gamla kyrkogård i Göteborg.

## Utmärkelser
- Hedersledamot av Mineralogical Society of Great Britain 1950
- Hedersledamot av Deutsche Mineralogische Gesellschaft 1950